# Procnias
Procnias is een geslacht van vogels uit de familie cotinga's (Cotingidae). Het geslacht telt vier soorten.

## Soorten
- Procnias albus – Witte klokvogel
- Procnias averano – Baardklokvogel
- Procnias nudicollis – Naaktkeelklokvogel
- Procnias tricarunculatus – Drielelklokvogel